# Classification de Gustilo pour les fractures ouvertes
La classification de Gustilo est parmi les classifications les plus couramment utilisées pour les fractures ouvertes. Elle a été établie par Ramon Gustilo et Anderson, puis modifiée et élargie par Gustilo, Mendoza, et Williams,,.
Cette classification utilise la quantité d'énergie, l'étendue des lésions des tissus mous et le degré de la contamination pour évaluer la gravité fracture. Allant du type 1 au type 3C, l'énergie du traumatisme est de plus en plus élevée, les lésions osseuses et des tissus mous sont de plus en plus graves, avec un risque croissant de complications potentielles. Il est important de savoir que le type 3C implique une lésion vasculaire associée.

## Classification AThi
| type | lésions |
| ---- | --- |
| I    | Fracture ouverte, plaie propre, blessure de moins d'1 cm de longueur. |
| II   | Ouverture supérieure à 1 cm sans délabrement important ni perte de substance ni avulsion. Il existe une légère comminution et une contamination modérée. |
| III  | Délabrement cutanéomusculaire, lésion vasculonerveuse, contamination bactérienne majeure. |
| IIIA | La couverture du foyer de fracture par les parties molles est convenable malgré la dilacération extensive. Il existe une comminution importante de la fracture sans tenir compte de la taille de la plaie. |
| IIIB | La fracture ouverte est associée à une lésion extensive ou à une perte de substance des parties molles avec stripping du périoste et exposition de l’os avec contamination massive et comminution très importante due au traumatisme à haute énergie. Après parage et lavage, l’os reste exposé et il est nécessaire de recourir à un lambeau de voisinage ou à un lambeau libre pour le recouvrir. |

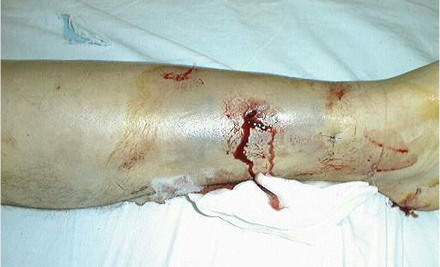
Fracture ouverte de la jambe type de Gustilo.

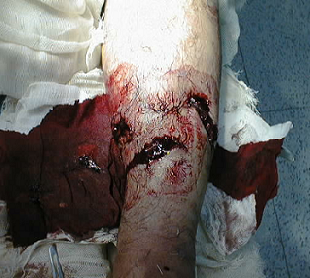
Fracture ouverte de la jambe type II de Gustilo.

| IIIC | La fracture ouverte est associée à une lésion artérielle qui nécessite une réparation, mise à part le degré important des dégâts des parties molles. |

## Fiabilité
Il y a beaucoup de discussions au sujet de la fiabilité de ce système de classification. Différentes études montrent une fiabilité inter-observateur de l'ordre de 60 % (allant de 42 à 92 %).
Une autre question importante de ce système de classification est sa capacité à prédire les résultats. À cet effet, d'autres systèmes de classification, comme le Mangled Extremity Severity Score (MESS) et Limb Salvage Index (LSI) ont été mis au point.